# Sometimes They Come Back... Again
Sometimes They Come Back... Again (Brasil: Às Vezes Eles Voltam 2 )  é um filme de terror produzido nos Estados Unidos  em 1996, coescrito por Guy Riedel e Adam Grossman, e dirigido por Adam Grossman. 

## Sinopse
Um professor Jon Porter (Michael Gross) é forçado a voltar à sua cidade natal após a morte bizarra de sua mãe. Ele espera sair da cidade logo que o funeral acabar, mas as mesmas forças demoníacas, que mataram sua irmã 30 anos antes o encontram e, desta vez, querem tomar conta de sua bela filha adolescente, revivendo pesadelos do passado.

## Elenco
- Michael Gross ... Jon Porter
- Alexis Arquette ... Tony Reno
- Hilary Swank ... Michelle Porter
- Bojesse Christopher ... Vinnie Ritacco
- Glen Beaudin ... Sean Patrick
- Jennifer Elise Cox ... Jules Martin
- Jennifer Aspen ... Maria Moore
- William Morgan Sheppard ... Father Archer Roberts
- Michael Malota ... Jon
- Gabriel Dell Jr. ... Steve Pagel
- Patrick Renna ... Alan
- Leslie Danon ... Lisa Porter
- Ingrid Sthare ... Jennifer Hadley
- Michael Stadvec ... Phil Thorn
- Andree Gibbs ... Page Porter
- Molly Hagan ... Officer Violet Searcey